# Oryzaephilus mercator
Oryzaephilus mercator är en skalbaggsart som först beskrevs av Fauvel 1889.  Oryzaephilus mercator ingår i släktet Oryzaephilus och familjen smalplattbaggar. Arten är reproducerande i Sverige. Inga underarter finns listade i Catalogue of Life.

## Bildgalleri

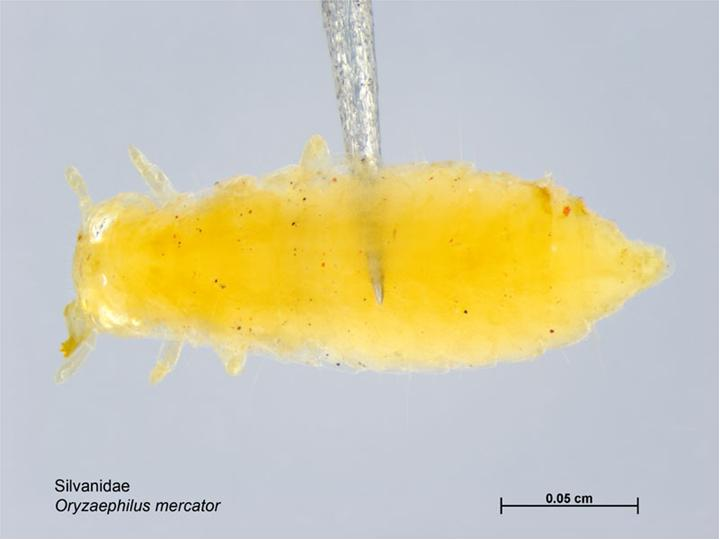
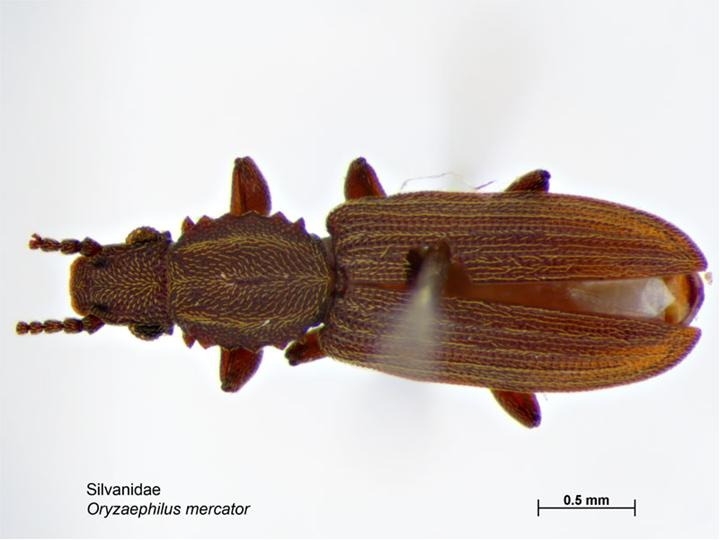